# Vincent A. Vitale
Vincent A. Vitale (New York, 11 november 1942) is een Amerikaans componist en muziekpedagoog.

## Levensloop
Vitale kreeg op 10-jarige leeftijd van zijn vader een trompet. De eerste lessen kreeg hij eveneens van zijn vader, maar ook van de leraren op de openbare school. 
In 1960 was hij op de US Naval School of Music en studeerde muziek. Van 1960 tot 1963 was hij ook lid van de US Navy Bands en speelde trompet en gitaar. Later studeerde hij aan de Staatsuniversiteit van New York in Fredonia (New York) en behaalde de Bachelor of Science in 1968 en de Master of Arts in Music Education in 1970. Hij was leerling in muziektheorie van Richard Fote en in compositie van Walter S. Hartley.
Aanvankelijk schreef hij werken voor jeugdige en schoolharmonieorkesten, in het bijzonder voor het harmonieorkest van de Chandler Central Schools in Chandler (Arizona). Verdere  schoolharmonieorkesten waarvoor hij werken schreef zijn de High School Band in Oriskany (New York) en de Orchard Park Central Schools in Orchard Park (New York). Aan deze laatste school was hij ook van 1968 tot 1998, toen hij met pensioen ging, muziekleraar voor instrumentale muziek. 
In 1998 ging hij met zijn echtgenote wonen in Hamburg (New York).

## Composities

### Werken voor harmonieorkest
- 1971 Marching Along
- 1972 Battle at Sandy Hook
- 1975 Waltz, voor twee trompetten en harmonieorkest
- 1975 Imperial March
- 1975 March Of The Jesters
- 1989 Revelation for Band
- Cha Cha Alamode
- Bambola